# 花澤桃花
花澤 桃花（はなざわ ももか、2000年3月13日 - ）は、日本のシンガー、ダンサー、女優。aminiのメンバー。元Jewel（旧J☆Dee'Z）のメンバー。元吉本興業所属。

## 来歴
神奈川県出身。2018年3月、高校を卒業した。
2024年1月の契約満了と共に所属事務所の吉本興業を退所。
2025年5月、aminiのメンバーとして活動することを発表した。

## 人物
元ヴィジョンファクトリー研修生、ZEAL STUDIOS横浜校元受講生。趣味は映画＆音楽鑑賞、バスケットボール観戦。特技は書道（二段）、料理。

## 出演
※太字は主要な役

### テレビドラマ
- 増山超能力師事務所 第3話（2017年1月19日、読売テレビ）- 森山加代子 役
- 何かおかしい2 第7話（2023年5月16日深夜、Paravi・YouTube[5]にて先行配信、テレビ東京）- リポーター 役[6]
- キス×kiss×キス〜LOVE ⅱ SHOWER〜「ランニングキス」（2023年放送予定、テレビ東京） - 亜子 役[7]

### ドキュメンタリー番組
- スポーツ×ヒューマン 第103回『努力の上に花が咲く バスケットボール 町田瑠唯〜』[8]（初回放送2023年2月13日、NHK BS1）

### WEBアニメ
- YouTubeチャンネル「エンタニメ[9]」「イザちゃんコザちゃん[10]」
  - 「体育倉庫の開け方【めぞん】【イザちゃんコザちゃん】」[11]（2023年1月14日） - ユメちゃん 役
  - 「彼氏のおじいちゃんにライバル視される彼女【喫茶ムーン】【イザちゃんコザちゃん】」[12]（2023年2月4日） - 藤田さん 役
  - 「バレンタインの放課後に呼び出されたら…【細いとメガネ作】」[13]（2023年2月18日） - 鈴木さん 役
  - 「タイムリープ【めぞん】【イザちゃんコザちゃん】」[14]（2023年2月25日） - うた 役
  - 「高橋と有働シリーズ総集編【イザちゃんコザちゃん】【しずる村上書き下ろし】」[15]（2023年8月5日） - 高橋 役
  - 「持ち物検査【アニメ】【コント】」[16]（2023年8月5日） - 高橋 役
  - 「二人だけの卒業式【アニメ】」[17]（2023年8月4日） - ユメちゃん 役

### 舞台
2016年
- Showtitle舞台第一弾「ミラクリ」（2016年5月13日 - 15日、新宿・THEATER BRATS） - ジェイディーズのメンバーとして
- Showtitle舞台第二弾「グリムド」（2016年7月26日 - 29日、新宿シアターモリエール） - ジェイディーズのメンバーとして

2021年
- ILLUMINUS「染唎笑落語」（2021年9月10日 - 19日、武蔵野芸能劇場 小劇場）
- 劇団オモテナシ「シンデレラ～Fairy's 12 o'clock bell～」（2021年9月25日 - 26日（9月17日 - 24日 中止）、池袋・シアターグリーン BIG TREE THEATER） - 主演・エラ 役
- amipro「時が巡る金木犀」（2021年11月11日 - 11月15日、コフレリオ新宿シアター） - 森下友利 役

2022年
- ILLUMINUS「赤の女王（再演）」(女王ステシリーズ)（2022年1月29日 - 2月6日、新馬場・六行会ホール） - アデル 役
- メイホリックシアター「マジでトキメけ⭐︎少女たち!! 〜全国高校生エネルギッシュ選手権大会〜」（2022年2月16日 - 2月20日、渋谷・CBGKシブゲキ!!） - 百合百合子 役
- 加藤啓アワー「オレ、産まれたぞ！」（2022年3月31日 - 4月4日、下北沢駅前劇場） - フラワー軍団 主演
- ILLUMINUS「女王虐殺」(女王ステシリーズ)（2022年10月26日 - 10月30日、新馬場・六行会ホール） - ゼプツェン 役
- 古事記project「演劇版「斬舞踊」」（2022年11月24日 - 11月27日、築地本願寺ブディストホール） - ヒロイン・クシナダ 役
- 瀬尾タクヤプロデュース 第三弾「ニュー熱海国際ホテル 2022」（2022年12月24日 - 12月31日、新宿・シアターサンモール） - 大木慶子 役（Wキャスト12月24日 - 26日・29日）

2023年
- YOSHIMOTO STAGE「５BRAIN～脳・能・濃・悩・know?～」（2023年2月26日 - 2月26日、下北沢・小劇場 楽園） - ＜プラス・マイナス 岩橋作品『蝉殻』＞ - ひな 役
- BIG UP「MUSICAL 追憶のアンブレラ ～VOICE 2023～」（2023年4月5日 - 4月9日、川崎市アートセンター　アルテリオ小劇場） - ヒロイン・セイミー 役　Wキャスト（Harmony）
- ILLUMINUS「イリス・ノワール -焔罪のミサ-」（2023年6月10日 - 6月18日、新馬場・六行会ホール） - アタナシア 役
- ILLUMINUS「TOKYO COL-CUL COMEDY ～PURPLE～」（2023年7月31日 - 8月5日、東京カルチャーカルチャー）- アオイ 役（Wキャスト8月1日 - 3日）
- ACTMENT PARK　ミュージカル「Moon of Ruined Castle~クランベリー・ムーン~」（2023年10月4日 - 10月8日、三越劇場） - Wキャスト Aチーム
- 女王ステ THE LIVE「女王舞踏会 2023」（2023年11月30日- 12月3日、六行会ホール）
- ミュージカル「クリスマスキャロル2023」（2023年12月7日- 13日、東京キネマ倶楽部） - パティ 役

2024年
- カムカムミニキーナ本公演vol.73「かむやらい」（2024年2月1日 - 11日 座・高円寺１、2024年2月17,18日 近鉄アート館）
- イリス・ノワール -禁樹のミエリ-（2024年4月3日 - 7日、六行会ホール） - アタナシア 役
- 舞台「口笛」（2024年7月23日 - 28日、シアター・アルファ東京） - 岡安栞 役
- ミュージカル「ブルーサンタクロース」（2024年12月12日- 18日、東京キネマ倶楽部）

2025年
- イリス・ノワール -魔鏡のクリス-（2025年4月2日 - 6日、新馬場・六行会ホール） - アタナシア 役
- SEPT presents「SANZ:0」（2025年5月1日 - 6日、こくみん共済 coop ホール／スペース・ゼロ） - 柊凪乃 役
- SEPT fate to ReAnimation「Rebellion」（2025年10月3日 - 13日〈予定〉こくみん共済 coop ホール／スペース・ゼロ]）

### イベント
2023年
- 舞台「女王虐殺」アフタートークイベント（2023年1月8日、東京カルチャーカルチャー）
- 生誕前夜祭イベント「もも誕～前夜祭～」（2023年3月12日、下北沢・RHAPSODY(ラプソディ)）
- 舞台「イリス・ノワール～焔罪のミサ～ 」アフタートークイベント1部（2023年8月8日、東京カルチャーカルチャー）
- 「TOKYO COL-CUL COMEDY ～PURPLE～」アフタートークイベント（2023年10月19日、原宿ストロボカフェ）

2024年
- 「花澤桃花 Birthday Event〜もも誕2024〜【1部】」（2024年3月9日、

Talk Live&Bar Shavel）1部ゲスト：石井日菜、北村優衣
- 「花澤桃花 Birthday Event〜もも誕2024〜【2部】」（2024年3月9日、

Talk Live&Bar Shavel）
- 舞台「イリス・ノワール‐禁樹のミエリ‐」アフタートークイベント（2024年5月23日、東京カルチャーカルチャー）
- 「ブタイウラ放送局 #9」（2024年6月1日、WALLOP STUDIO）
- 「THE LIVE VOL.3 〜2010's〜」（2024年8月23日、五反田G2）
- 「MOMOKA Fan Meeting〜10years Anniversary Event〜」（2024年9月23日、LIVE HOUSE TOGI BAR）1部ゲスト：下野由貴
- 「THE LIVE VOL.3.5 〜運動会編〜」（2024年9月28日、五反田G2）
- 「ゆうとぴりのGHOST CARNIVAL」（2024年11月9日、イルミ Cafe）

2025年
- 「MOMOKA 25th Birthday Event TALK&LIVE」（2025年3月16日、chord_(ハッシュコード)）ゲスト：石井日菜、平井沙弥
- SEPTアフターライブ「The Story Afterward」（2025年7月05日、有楽町 MUSIC & THEATER　 I'M A SHOW TOKYO）